# المسيبة (يهر)

تعديل مصدري - تعديل

المسيبة هي إحدى قرى عزلة يهر بمديرية يهر التابعة لمحافظة لحج، بلغ تعداد سكانها 74 نسمة حسب تعداد اليمن لعام 2004.